# Spinazzola
Spinazzola község (comune) Olaszország Puglia régiójában, Barletta-Andria-Trani megyében.

## Fekvése
Baritól keletre fekszik, a Murgia-fennsíkon.

## Története
A település eredetét egyes történészek az i. e. 3. századra vezetik vissza, amikor Ad Pinum néven egy megálló volt a Via Appia mentén. Első írásos említése Spinacium Castrium néven 1125-ből származik. A máltai lovagrend ebben a városban építette fel első apúliai kórházát a 12. század elején. 1735-ben vált szabad várossá, majd 1811-ben önálló községgé.

## Népessége
A lakosság számának alakulása:

## Főbb látnivalói
- San Pietro Apostolo-katedrális – a 13. században épült román stílusban.
- Santissima Annunziata-templom – a 16. század elején épült.
- Madonna del Bosco-szentély – a településen kívül található, azon a helyen, ahol a 16. században egy csodatevő szentképet találtak.